# Liviu Titus Pașca
Liviu Titus Pașca (n. 1 aprilie 1960) este un fost senator român în legislatura 1996-2000 ales în județul Maramureș pe listele Convenției Democrate și în legislatura 2008-2012 din partea PNL. În legislatura 1996-2000, Liviu Titus Pașca fost membru în grupurile parlamentare de prietenie cu Republica Slovenia, Republica Federativă a Braziliei și Republica Indonezia iar în legislatura 2008-2012 a fost membru în grupurile parlamentare de prietenie cu Regatul Hașemit al Iordaniei, Islanda, Mongolia și Republica Serbia. 